# Yan Zhitui
Yan Zhitui (hacia 531 - Chang’an, 590) fue un famoso escritor de la China imperial, padre de Yan Shigu (581-645), comentarista de la obra de Ban Gu y Ban Zhao.
Provenía de una familia aristocrática del norte, probablemente de Langye en el Shandong, que buscó refugio en el sur cuando advinieron las invasiones de los siglos III y IV, durante el Periodo de la Desmembración Nacional (420-589). Durante toda su vida se mantuvo fiel a la dinastía Liang, defensora del budismo, incluso en sus últimos años, cuando esta causa era todo un inconveniente. Era, pues, un hombre íntegro que vivió en una de las épocas más violentas de la historia de China.
Pudo ocupar, sin embargo, varios cargos administrativos y cultivar la lexicografía, la poesía y la narración. Budista confuciano, fue deportado en distintas ocasiones, la última de las cuales a Chang’an, donde vivió confinado hasta su muerte. Durante aquellos años se dedicó a escribir y compilar distintos libros: el conocidísimo Consejos para los Yan o Yanshi jiaxun, que fue considerado modelo de prosa literaria y contiene preciosos pasajes de crítica literaria; Las venganzas de los espíritus, una célebre colección de relatos de fantasmas, y Anotaciones. Aunque escribió otros, solo nos han llegado unos pocos fragmentos y cinco poemas.